# Agobardus brevitarsus
Agobardus brevitarsus är en spindelart som beskrevs av Bryant 1943. Agobardus brevitarsus ingår i släktet Agobardus och familjen hoppspindlar. Inga underarter finns listade i Catalogue of Life.